# Max Jacob
Max Jacob (n. 12 iulie 1876, Quimper, Bretagne, Franța – d. 5 martie 1944, Drancy concentration camp⁠(d), Seine, Franța) a fost un scriitor, pictor și critic de artă evreu francez, convertit în 1915 la creștinism.
A fost unul dintre inițiatorii cubismului și suprarealismului.Opera sa lirică reflectă o mare varietate a atitudinilor lirice, uneori de bizară contrarietate, în care converg burlescul, fantezia populară și ironia sarcastică, scepticismul, efuziunea sentimentală și cultivarea iraționalului la modul suprarealist.
Între 1-3 martie 1944 a fost arestat ca evreu de naziștii francezi și deținut la Vilodromul de iarnă din Paris, de unde, împreună cu toți evreii parizieni, a fost transportat la Drancy, pentru a fi urcat în trenul care urma să-l ducă la Lagărul de exterminare Auschwitz. În data de 5 martie 1944 a murit ca prizonier, pe drum, în urma unei pneumonii, la vârsta de 67 de ani. 

## Scrieri
- 1911 — Coasta ("La Côte")
- 1911 — Saint Matorel
- 1919 — Apărarea lui Tartuffe ("La Défense de Tartufe")
- 1921 — Laboratorul central ("Le Laboratoire central")
- 1921 — Regele Beoției ("Le Roi de Béotie")
- 1922 — Cabinetul negru ("Le Cabinet noir")
- 1923 — Filibuth sau Ceasornicul de aur ("Filibuth ou la Montre en or")
- 1925 — Pocăiții în maiouri roz ("Les Pénitents en maillots roses")
- 1938 — Balade ("Ballades")
- 1945 — Meditații religioase ("Méditations religieuses").